# Gave de Pau
Le gave de Pau est une rivière du sud-ouest de la France, dans les deux régions Occitanie et Nouvelle Aquitaine, affluent du fleuve Adour.

## Étymologie
Le terme « gave » désigne un cours d'eau dans les Pyrénées occidentales. Il s'agit d'un hydronyme préceltique désignant de manière générale un cours d'eau. Ce nom de gave est utilisé comme nom commun et a une très grande viralité — presque envahissante, puisque certains cours d'eau pyrénéens ont perdu, depuis un siècle, leur nom local pour devenir « le gave de... ».

## Géographie

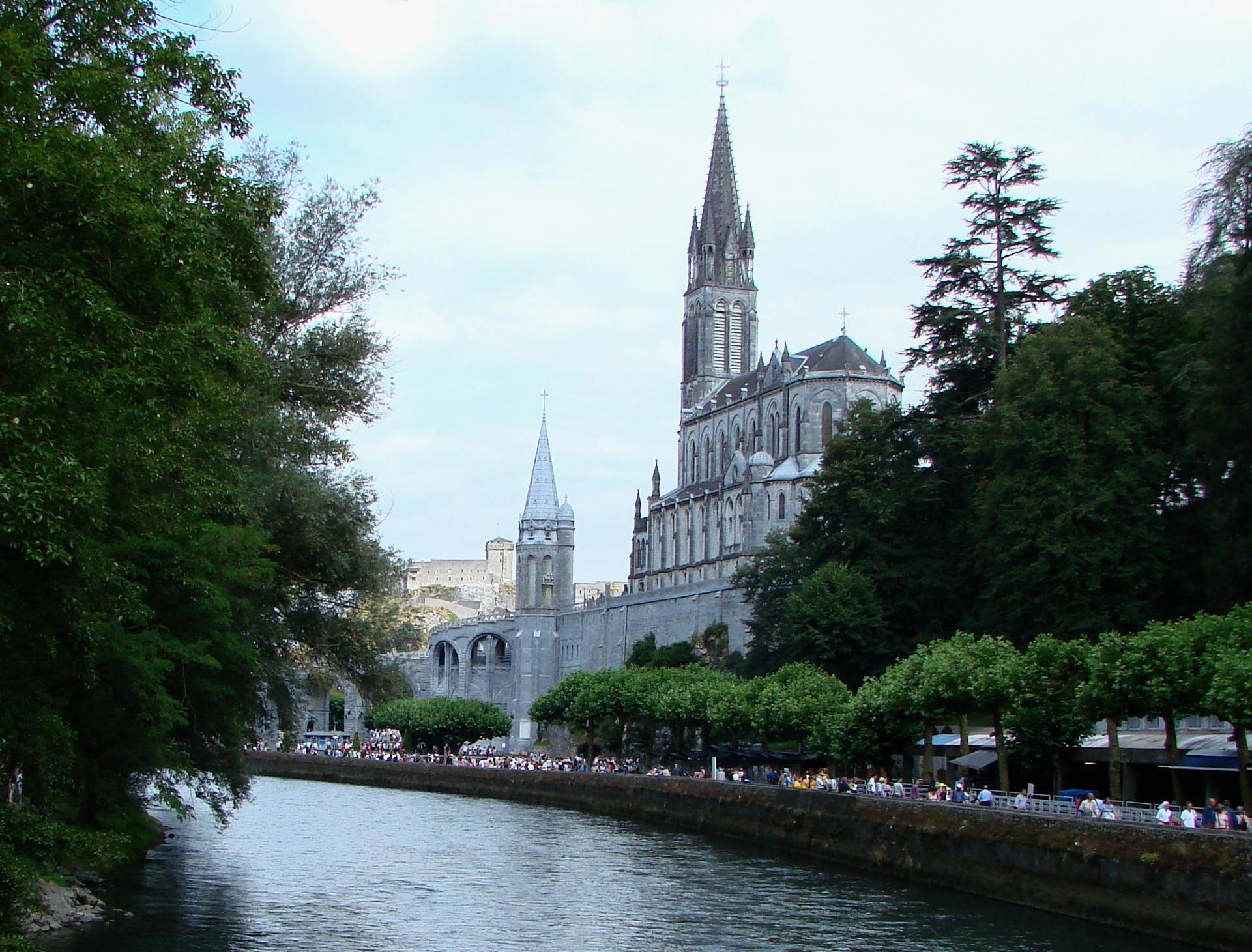
Gave de Pau à Lourdes.

Sa source la plus en amont se situe au cirque de Gavarnie — classé en 1997 comme patrimoine mondial de l'humanité par l'Unesco — dans le département des Hautes-Pyrénées. Il porte le nom de « gave de Pau » à partir de Luz-Saint-Sauveur, recueillant les eaux du gave de Gavarnie et du Bastan.
Sa longueur est de 190,7 kilomètres.
À partir de la confluence avec le gave d'Oloron, il prend le nom de « Gaves réunis » juste avant d'arroser Peyrehorade, puis 10 km en aval, de se jeter dans l'Adour sur le territoire du département des Landes.
Parmi les sources qui l'alimentent, le gave de Pau compte aussi la fameuse source réputée miraculeuse de Lourdes.
Ce cours d'eau n'est guère facile à découvrir sur Google Maps car il y est nommé successivement (à la date du 25 décembre 2019) :
- gave de Gavarnie de sa source à Villelongue (confluence avec le gave de Cauterets) soit environ 10 km en aval du point où il quitte la commune de Luz-Saint-Sauveur ;
- gave de Pau ou du Lavedan de cette confluence à Ayzac-Ost (r.g.) / Boô-Silhen (r.d.) ;
- Ousse ensuite jusqu'aux deux îles de Labatut, y compris à Lourdes et à Pau ;
- à nouveau gave de Pau (mais sans le Lavedan) ensuite jusqu'à Cauneille (confluence avec le gave d'Oloron) ;
- Gaves réunis enfin jusqu'à Horgave (commune de Sainte-Marie-de-Gosse) où il se jette dans l'Adour.

### Départements et principales villes traversés
- Hautes-Pyrénées : Luz-Saint-Sauveur, Argelès-Gazost, Lourdes.
- Pyrénées-Atlantiques : Nay, Pau, Orthez.
- Landes : le village de Labatut.

## Principaux affluents
- Rive gauche : l'Ouzoum, le Béez, le Neez, Las Hies, la Bayse, le gave d'Oloron, le gave du Bergons, le gave d'Azun, le gave de Cauterets.
- Rive droite : l'Ousse, le Lagoin, l'Isaby. Le ruisseau du Hédas a disparu de nos jours.

Il est classé cours d'eau 1re catégorie de sa source jusqu'à Lescar puis cours d'eau 2e catégorie. Il est classé dans les cours d'eau à saumons.

## Hydrologie

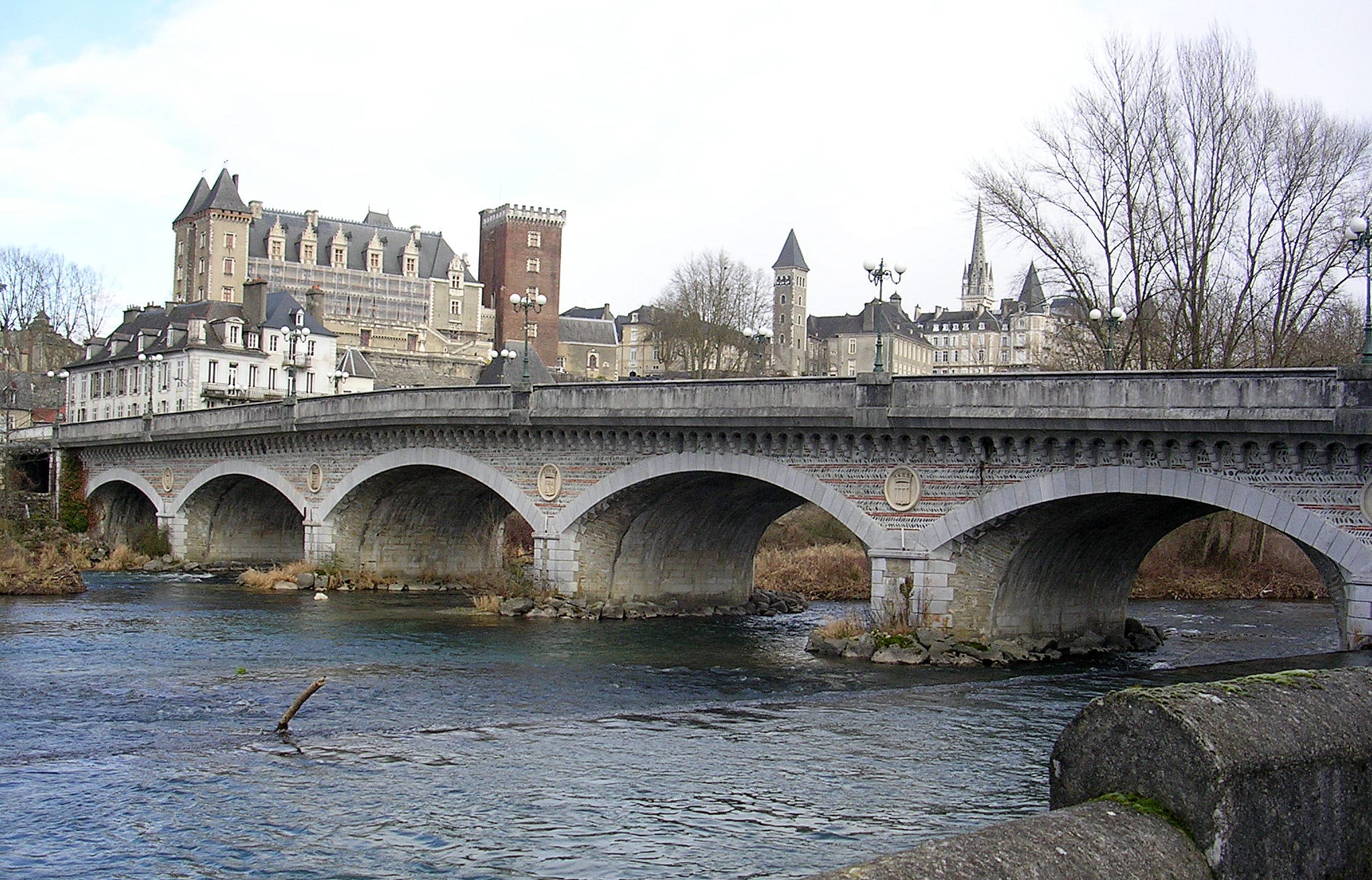
Le gave de Pau à Pau.

### Le gave de Pau à Bérenx
Le débit du gave de Pau a été observé à Bérenx durant une période de 86 ans (1923-2008).
Le débit moyen annuel de la rivière y est de 81,8 m3/s, pour une surface de bassin versant de 2 575 km2, soit la presque totalité de son bassin versant.
La rivière présente des fluctuations saisonnières de débit caractéristiques, liées à son régime partiellement nival. Les hautes eaux de printemps portent le débit mensuel à des valeurs allant de 101 à 121 m3/s, d'avril à juin inclus (avec un sommet léger en mai). Elles sont dues essentiellement à la fonte des neiges, bien que des pluies se produisent également. Dès le mois de juillet, le débit baisse rapidement pour atteindre un plancher en septembre (40,9 m3/s). Dès septembre le débit remonte lentement vers un petit sommet de novembre (94,7 m3/s) puis baisse à nouveau sous l'effet de l'hiver et atteint son minimum en mars (85,7 m3/s), minimum qui reste toujours franchement abondant.
Enfin, ces moyennes mensuelles ne sont que des moyennes et occultent des fluctuations plus prononcées sur de plus courtes périodes et selon les années.

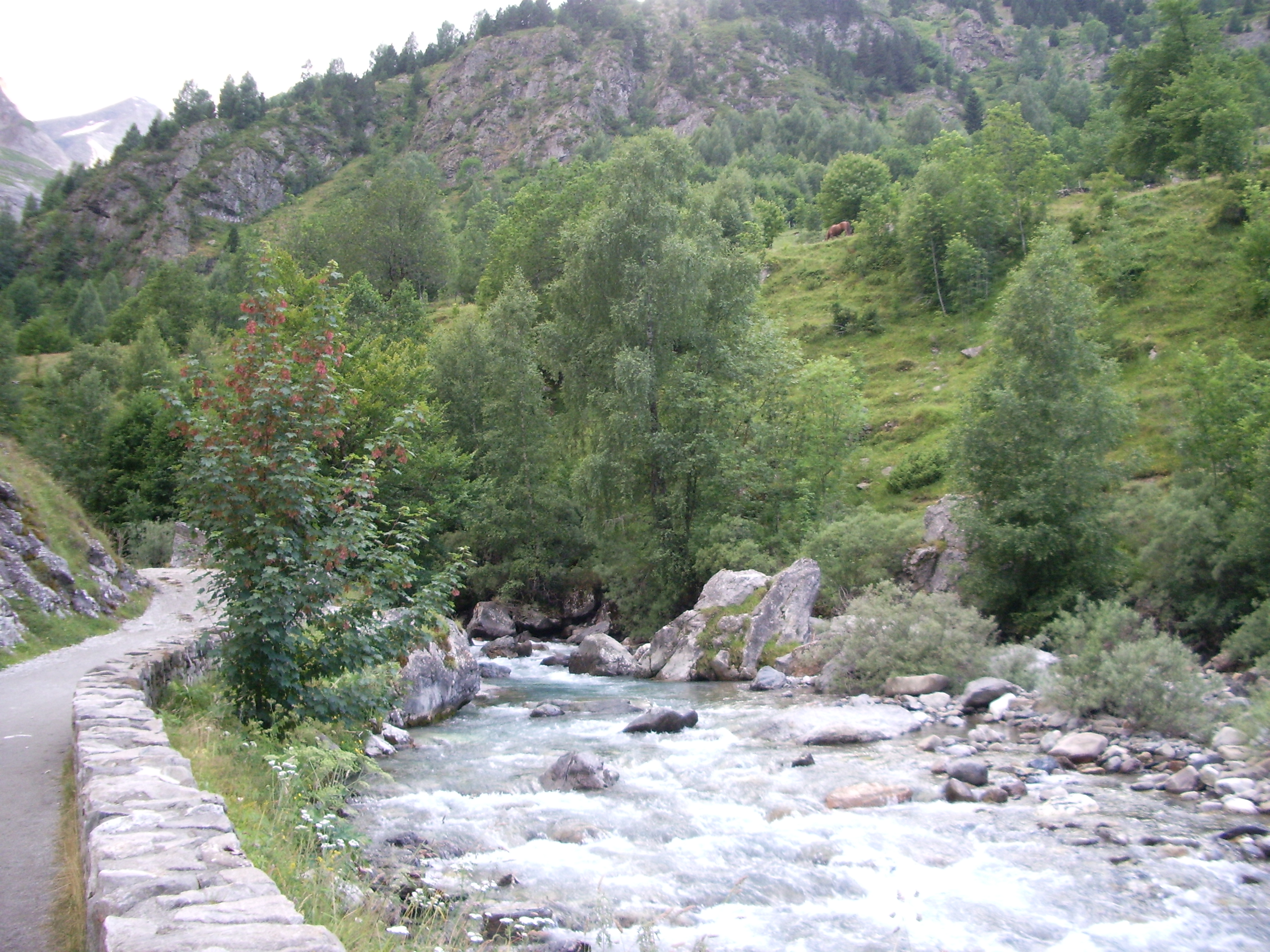
Le gave de Pau au sortir du cirque de Gavarnie.

### Étiages ou basses eaux
Ainsi, aux étiages, le VCN3 peut chuter jusqu'à 17 m3/s en cas de période quinquennale sèche, ce qui est toujours loin d'être sévère.

### Crues
Les crues, quant à elles, peuvent être très importantes. Les QIX 2 et QIX 5 valent respectivement 640 et 830 m3/s. Le QIX 10 est de 960 m3/s, le QIX 20 de 1 100 m3/s et le QIX 50 de 1 200 m3/s.
Toujours à Bérenx, le débit instantané maximal enregistré a été de 794 m3/s le 26 décembre 1993, tandis que le débit journalier maximal avait été de 1 420 m3/s le 3 février 1952. En comparant le dernier de ces chiffres à l'échelle des QIX exposée plus haut, il ressort que cette crue de février 1952 était au moins d'ordre centennal car bien plus puissante que la crue définie par le QIX 50, et donc tout à fait exceptionnelle.

### Lame d'eau et débit spécifique
Le gave de Pau est une rivière très abondante, puissamment alimentée par les précipitations importantes qui tombent sur les hauts sommets pyrénéens. La lame d'eau écoulée dans le bassin versant de la rivière est de 1 005 millimètres par an, ce qui est des plus élevés en France. Le débit spécifique (ou Qsp) atteint 31,8 litres par seconde et par kilomètre carré de bassin.

## Vulnérabilité à la pollution

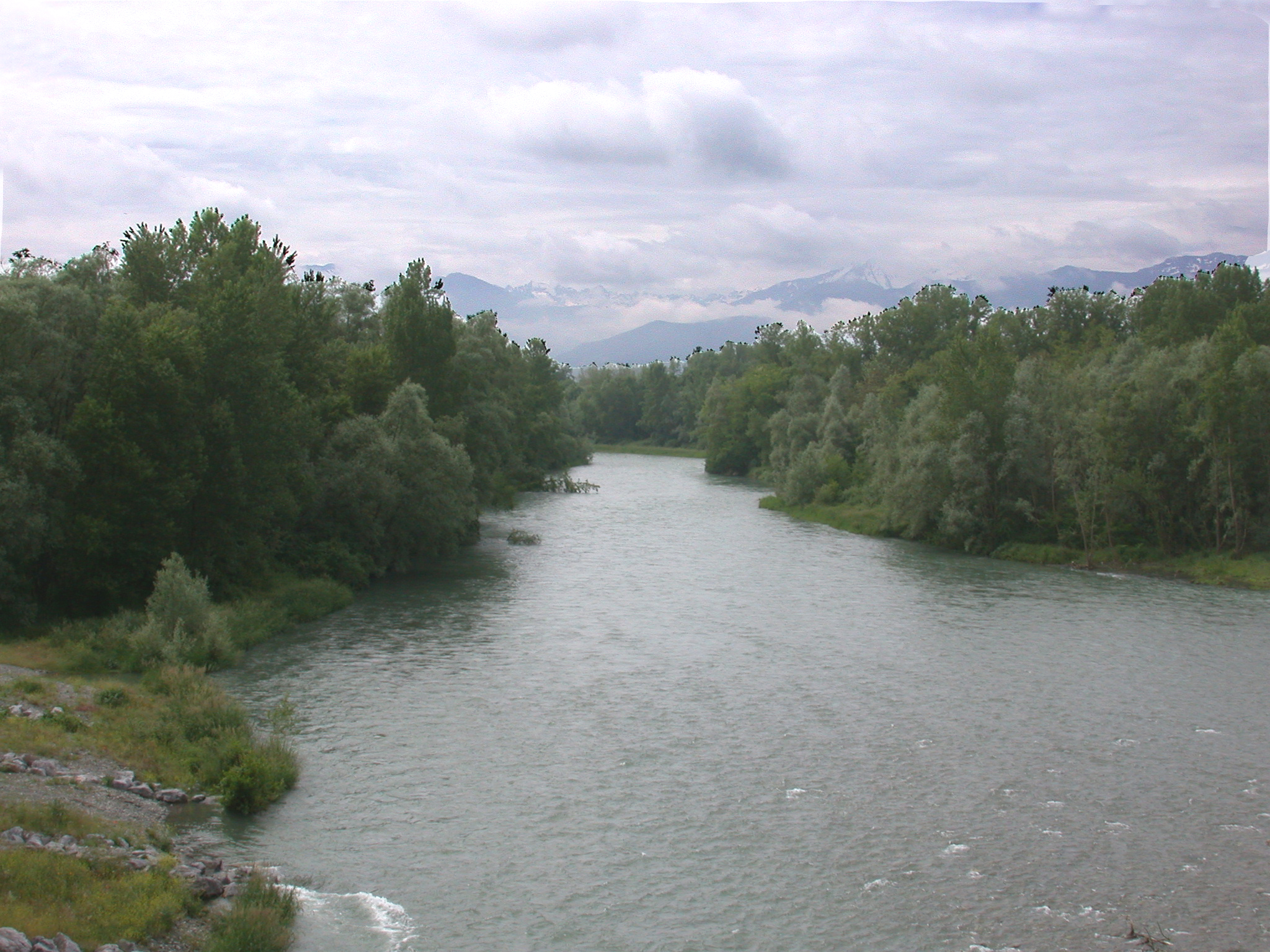
Assat, le gave et les saligues.

### Bassin pétrochimique de Lacq
Un gisement de gaz est exploité à Lacq (64) par Total (ex-Elf Aquitaine). Un très vaste complexe pétrochimique s'y est développé (Sanofi, Arkema, Sobegie,...). Les sources de pollutions, notamment via les eaux pluviales sont multiples depuis les débuts de l'exploitation des sites. Ces activités industrielles contribuent également à une augmentation de la température du cours d'eau utilisé à des fins de refroidissement dans les process industriels.

### Décharge de Bordes
La décharge de Bordes a été mise en exploitation en 1950 et a reçu les déchets de cette commune jusqu'en 1980, puis les encombrants et des boues de station d'épuration jusqu'en 1998. Elle occupe la rive droite du gave de Pau sur une surface de 3,5 hectares. Elle est située « sur un champ captant constitué d'un aquifère alluvial et d'un aquifère profond ».
Lors de la crue du 20 février 2018, mais aussi lors de celles des six années précédentes, des centaines de tonnes de déchets sont arrachés de l'ancienne décharge de Bordes. Les rives de la rivière sont alors jonchées sur des kilomètres par les ordures qui causent des dommages environnementaux. La décharge de Bordes contiendrait 8 000 m3 de déchets ménagers, industriels, du bâtiment et agricoles entassés là de 1950 à 1998.
En 2017, la commune de Bordes a opté pour le scénario consistant en « un traitement par tri mécanique et manuel de l’ensemble des déchets non inertes de la décharge, dans le but de restituer la zone à l’expansion du gave ». 50 % des déchets, de taille inférieure à 30 mm et non pollués, sont laissés sur place. L'expérience acquise lors du chantier du nettoyage de la décharge de Beaucens a été prise en compte. Le coût de l'opération est estimé à 3 650 000 euros hors taxes. Au 15 septembre 2018, la première étape du nettoyage est terminée et six à sept mètres de déchets ont été retirés des bords du gave et stockés quelques mètres plus loin, à l'abri de la montée des eaux, mais des milliers de tonnes de déchets avaient été emportés par la crue du mois de juin. En 2020, le site a été traité grâce aux techniques du génie écologique ; les déchets les plus gros ont été triés sur le site par l'entreprise PRESTALOC 64, puis dirigés vers la filière de revalorisation. Un diagnostic environnemental a été élaboré par la société SUEZ le LyRE pour vérifier l’innocuité des terres restantes et leur capacité à héberger la végétation des paysages environnants. Une prairie destinée à se reboiser couvre maintenant le site.

### Décharge de Beaucens
En 2013, de fortes crues avaient permis au gave de s’infiltrer dans la décharge abandonnée de Beaucens. Les eaux avaient ainsi emportés 40 000 tonnes de déchets qui s'étaient dispersés jusqu’à l’océan. De septembre 2014 à 2015, des travaux ont permis de nettoyer les 11 000 tonnes qui restaient sur le site. En parallèle, 130 personnes se sont mobilisées en 2014 pour nettoyer les berges, avec le concours de l'association Surfrider Côte Basque.

### Autres décharges
L'ancienne décharge de Coarraze, ouverte entre les années 60 et 70, a reçu jusqu’en 2002 des ordures ménagères, des déchets divers et des pneumatiques, pour un volume de 40 000 m3. Elle a été nettoyée en 2019.
D'autres décharges menacent la rivière, notamment celles d'Assat, de Jurançon et de Lons. Après chaque grandes crues, le contenu des anciennes décharges communales non traitées se déverse dans le Gave et des bénévoles se mobilisent pour le nettoyage des berges.

### Pollutions métalliques
Des actions nommées « tests toxiques gave de Pau » ont été menées de 2005 à 2008. Le rapport d'information de juillet 2010 demandé par la mairie de Soulom mentionne la présences de micro-polluants métalliques dans les eaux du gave de Pau pouvant remettre en cause certains usages (pêche, sports nautiques, baignade...). Ces métaux lourds proviendraient des anciennes mines de plomb entre Pierrefitte et Cauterets.